# قهيلاتة

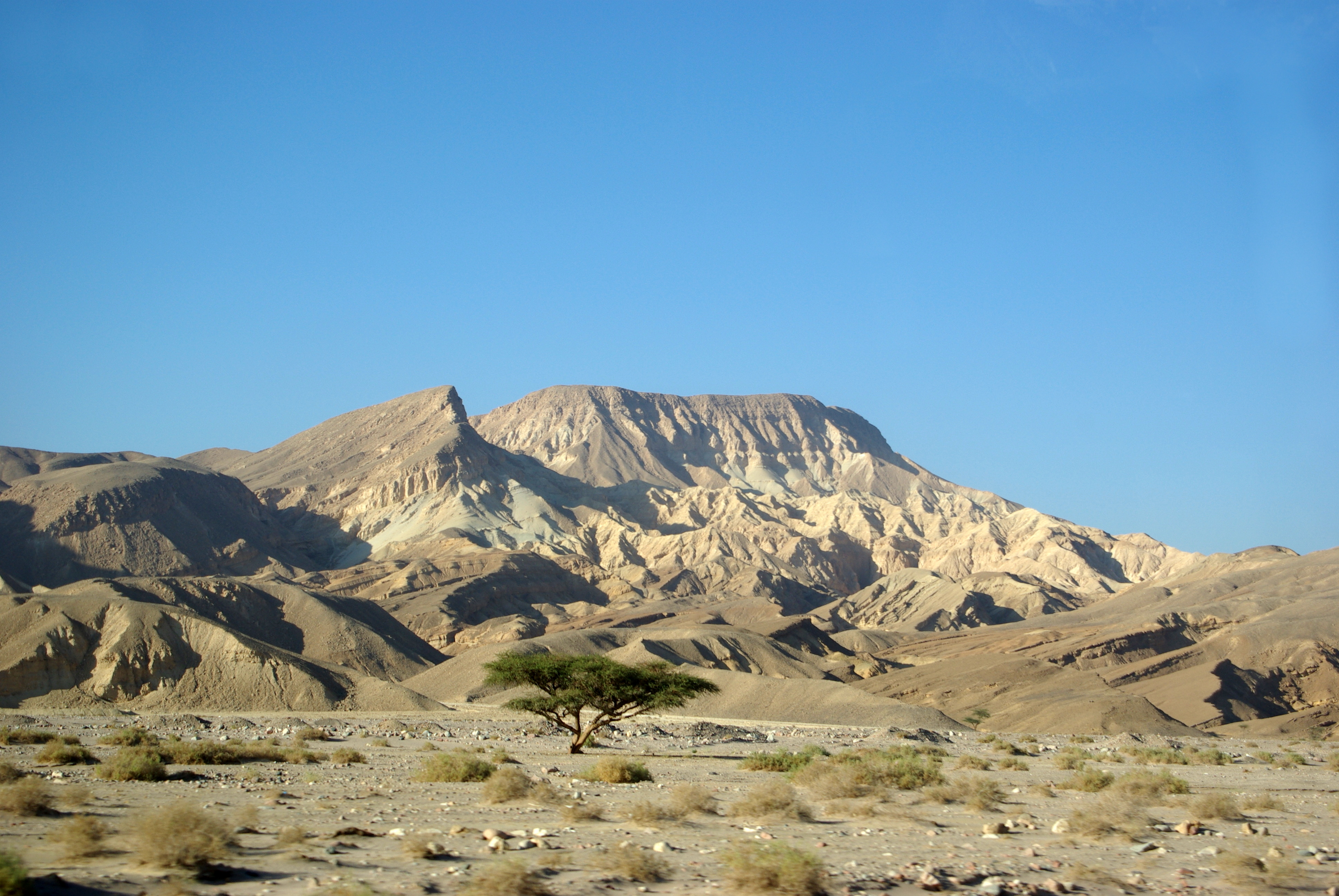

قهيلاتة (بالعبرية: קהלתה)  هي واحدة من المحطات السبعة عشر لبني إسرائيل في البرية أثناء التيه بعد خروجهم من مصر، تقع بين رسة وجبل شافر. ذُكرت فقط في سفر العدد الإصحاح 33 : 22، 23 أثناء ذكر محطات تيه بني إسرائل: ثُمَّ ارْتَحَلُوا مِنْ رِسَّةَ وَنَزَلُوا فِي قُهَيْلاَتَةَ ثُمَّ ارْتَحَلُوا مِنْ قُهَيْلاَتَةَ وَنَزَلُوا فِي جَبَلِ شَافَرَ. قهيلاتة اسم مشتق من جذر معناه «جماعة»، ولا يُعرف اليوم موقعها بالتحديد.